# ギリシャリクガメ
ギリシャリクガメ（希臘陸亀、Testudo graeca）は、爬虫綱カメ目リクガメ科チチュウカイリクガメ属に分類されるカメ。チチュウカイリクガメ属の模式種。

## 分布
イタリア（サルデーニャ島、シチリア島など）、フランス南東部に移入
種小名graecaは「ギリシャ」の意だが、ギリシャの固有種ではない。
T. g. graeca　ムーアギリシャリクガメ
アルジェリア北部、モロッコ北東部、スペイン南部（移入？）
模式標本の産地（模式産地）はアルジェリア。
T. g. anamurensis アナムールギリシャリクガメ
トルコ中部（地中海沿岸）
T. g. antakyensis アンタキヤギリシャリクガメ
イスラエル北東部、シリア西部、トルコ南部、ヨルダン北西部、レバノン東部
T. g. armenica　アルメニアギリシャリクガメ
アゼルバイジャン西部、アルメニア南部、トルコ北西部
T. g. buxtoni カスピギリシャリクガメ
イラン中北部（カスピ海南岸）
T. g. cyrenaica キレナイカギリシャリクガメ
リビア北東部
T. g. floweri レバントギリシャリクガメ
イスラエル、レバノン西部
T. g. iberia コーカサスギリシャリクガメ
アゼルバイジャン、グルジア、ロシア南西部
T. g. lamberti ランバートギリシャリクガメ
モロッコ北東部（地中海沿岸）
T. g. marokkensis モロッコギリシャリクガメ
モロッコ中部（地中海沿岸）
T. g. nabeulensis チュニジアギリシャリクガメ
チュニジア北東部、リビア北西部（地中海沿岸）
T. g. nikolskii ニコルスキーギリシャリクガメ
グルジア北西部、ロシア（黒海北東岸）
T. g. pallasi ダゲスタンギリシャリクガメ
アゼルバイジャン北部、ロシア南西部（カスピ海西岸）
T. g. perse ザグロスギリシャリクガメ
イラク北東部、イラン西部、トルコ南東部のザグロス山脈
T. g. soussensis　スースギリシャリクガメ
モロッコ西部
T. g. terrestris アラブギリシャリクガメ
シリア、トルコ南西部、イラク北西部
T. g. zarudnyi イランギリシャリクガメ
イラン東部、南東部

## 形態
最大甲長38センチメートル（ブルガリアの個体群。未記載の亜種とされる）。背甲の模様がギリシャ織のように見えることが名前の由来。
後肢と尾の間に突起状の鱗があり、英名spur-thighedの由来になっている。
T. g. graeca　ムーアギリシャリクガメ
最大甲長34センチメートル（アルジェリア個体群は大型化し、通常は甲長25センチメートル以下）。甲高は高い。後部縁甲板は外側へ張り出さない。若齢個体では背甲の明色部と暗色部の境目が明瞭だが、成長に伴い背甲が暗色になる（一方で暗色斑が消失し、灰褐色や淡黄褐色一色になる個体もいる）。
T. g. anamurensis アナムールギリシャリクガメ
最大甲長26センチメートル。甲高はやや低く、甲幅もやや狭い。後部縁甲板は外側へ張り出す。背甲は上から見ると台形に近い。暗色斑は不規則で、全体が暗色になる個体もいる。
T. g. antakyensis アンタキヤギリシャリクガメ
最大甲長16.2センチメートル。後部縁甲板は外側へ張り出さない。背甲の明色部と暗色部の境目が明瞭で、暗色斑の割合は個体変異が大きい。
頭部の色彩は明色で、暗色斑は入らない個体が多い。
T. g. armenica アルメニアギリシャリクガメ
甲高はやや低いかやや高く、甲幅は幅広い。全身に明瞭な斑紋が入らない。
T. g. buxtoni カスピギリシャリクガメ
最大甲長27センチメートル。後部縁甲板はやや外側へ張り出すが、反り返ることはない。後部縁甲板の外縁は尖らない。背甲の明色部が大きい。
T. g. cyrenaica キレナイカギリシャリクガメ
最大甲長20センチメートル。甲高はやや低い。後部縁甲板は強く外側へ張り出す。背甲の色彩は黄色や淡黄褐色で、暗色斑は不明瞭。
前肢の大型鱗が発達する個体が多い。
T. g. floweri レバントギリシャリクガメ
甲高はやや低く、甲幅は幅広い。背甲の色彩は黄色や淡緑褐色で、孵化直後からある甲板（初生甲板）や甲板の継ぎ目（シーム）にのみわずかに暗色斑が入る個体が多い（全身暗色の個体や暗色斑がない個体もいる）。
T. g. ibera コーカサスギリシャリクガメ
甲高は高く、甲幅は幅広い。最大亜種。後部縁甲板は外側へ張り出すが、反り返ることはない。後部縁甲板の外縁は尖る個体もいる。腹甲全体に不規則な暗色斑が入る個体が多い。
前肢の大型鱗は尖る。爪は暗色。
T. g. lamberti ランバートギリシャリクガメ
最大甲長21.4センチメートル。甲高はやや低い。後部縁甲板は外側へ張り出し、反り返る。背甲の暗色斑が不規則。
後肢と尾の間に突起状の鱗が大型
T. g. marokkensis モロッコギリシャリクガメ
最大甲長23.7センチメートル。甲高は低い。後部縁甲板はわずかに外側へ張り出し、反り返ることはない。背甲の暗色斑が不規則。
T. g. nabeulensis チュニジアギリシャリクガメ
最大甲長18センチメートル。甲高は高い。後部縁甲板は外側へ張り出さない。後部縁甲板の外縁は尖らない。背甲の明色部と暗色部の境目が明瞭で、暗色斑は太い。
T. g. nikolskii ニコルスキーギリシャリクガメ
最大甲長29.6センチメートル。甲高は高く、甲幅も幅広い。後部縁甲板は外側へ張り出す。第6-8縁甲板が括れて見える。背甲の色彩は暗色。
前肢の大型鱗は丸みを帯びる。爪は無色。
T. g. pallasi ダゲスタンギリシャリクガメ
最大甲長24.7センチメートル。背甲の色彩は暗色。
爪は暗色。
T. g. perse ザグロスギリシャリクガメ
最大甲長25.7センチメートル。背甲は上から見ると長方形に近い。後部縁甲板は強く外側へ張り出すが、反り返ることはない。後部縁甲板の外縁は尖らない。背甲の色彩は暗褐色や黒。
T. g. soussensis　スースギリシャリクガメ
最大甲長25センチメートル。後部縁甲板は外側へ張り出さず、反り返ることはない。後部縁甲板の外縁は尖らない。間胸甲板長と間股甲板長がほぼ等しい。
T. g. terrestris アラブギリシャリクガメ
最大甲長25センチメートル。甲高は高く、甲幅も幅広い。後部縁甲板は外側へ張り出すが、反り返ることはない。後部縁甲板の外縁は尖らない。背甲の明色部と暗色部の境目が不明瞭。腹甲中央部に暗色斑が入る個体が多い。
頭部の色彩は明色で、大型の暗色斑は入らない個体が多い。
T. g. zarudnyi イランギリシャリクガメ
最大甲長27.5センチメートル。甲高は高く、甲幅も幅広い。背甲の前端の切れ込みがごく浅いか、切れ込まずに前方に突出する。後部縁甲板はやや外側へ張り出し、反り返る。後部縁甲板の外縁は尖らない。背甲の色彩は黄褐色や灰褐色で、暗色斑が入る。老齢個体では背甲が黒褐色になる個体もいる。
頭部に明色斑が入らない個体が多い。

## 分類
チチュウカイリクガメ属内では本種のみでTestudo亜属を構成する。
複数の隠蔽種、未記載の亜種が含まれると考えられている。亜種を独立種とする説もある一方で、シノニムや無効名とする説もある亜種もいる。
- Testudo graeca graeca Linnaeus, 1758 ムーアギリシャリクガメ、アルジェリアギリシャリクガメ Algerian tortoise
- Testudo graeca anamurensis (Weissinger, 1987) アナムールギリシャリクガメ Anamurum tortoise
- Testudo graeca antakyensis Perälä, 1996 アンタキヤギリシャリクガメ Antakyan tortoise
- Testudo graeca armenica Chkhikvadze & Bakradze, 1991 アルメニアギリシャリクガメ Armenian tortoise
- Testudo graeca buxtoni　Boulenger, 1920　カスピギリシャリクガメ Caspian tortoise
- Testudo graeca cyrenaica　Pieh & Perälä 2002　キレナイカギリシャリクガメ
- Testudo graeca floweri　Bodenheimer, 1935　レバントギリシャリクガメ Flower's tortoise（識別形態が小型ということだけなので無効名とする説もあり[1]）
- Testudo graeca iberia　Pallas, 1814　コーカサスギリシャリクガメ Caucasian tortoise
- Testudo graeca lamberti　Pieh & Perälä, 2004　ランバートギリシャリクガメ
- Testudo graeca marokkensis Pieh & Perälä, 2004 モロッコギリシャリクガメ Central Morocco tortoise
- Testudo graeca nabeulensis (Highfield, 1990) チュニジアギリシャリクガメ Lambert's tortoise
- Testudo graeca nikolskii Chkhikvadze & Tunijev, 1986 ニコルスキーギリシャリクガメ Nikolsky's tortoise
- Testudo graeca pallasi Chkhikvadze & Tunijev, 2002 ダゲスタンギリシャリクガメ（実態のない無効名とする説もあり[1]）
- Testudo graeca perse Perälä, 2002 ザグロスギリシャリクガメ Zaguros Mountain tortoise
- Testudo graeca soussensis Pieh 2001 スースギリシャリクガメ Souss Valley tortoise
- Testudo graeca terrestris Forsskal, 1775 アラブギリシャリクガメ
- Testudo graeca zarudnyi Nikolsky, 1896 イランギリシャリクガメ Iranian tortoise

## 生態
砂漠や乾燥した草原、荒地に生息する。亜種や個体群によっては夜間や冬季等温度が低くなる時は、穴を掘ってその中で過ごす。
食性は草食性で、主に草を食べるが木の葉、花、果実なども食べる。
性成熟する頃になると、オス同士が頭突きをするように互いの甲羅をぶつけ合って争う行為(コンバット)が見られる。
繁殖形態は卵生。

## 人間との関係
T. g. nikolskii　ニコルスキーリクガメ
CRITICALLY ENDANGERED (IUCN Red List Ver. 3.1 (2001))

ペットとして飼育されることがあり、日本にも輸入されている。亜種分けをせずに販売されることもあり、さらに分類が混沌としている本種においては販売時に明記されている亜種名も必ずしも的確とは限らない。分布が広く地域によっては冬眠をする亜種（個体群）を入手できればある程度温暖な地域では冬眠による周年屋外飼育も可能だが、逆に冬眠をしない亜種アラブギリシャリクガメ等を屋外飼育させた場合は日本の冬を乗り切れず命を落としてしまうことも考えられる。